# Opperste Raad van Kirgizië
De Opperste Raad van de Republiek Kirgizië (Kirgizisch: Кыргыз Республикасынын Жогорку Кеңеши, Qırğız Republikasının Coğorqu Keňeş) is de benaming van het eenkamerparlement van de Republiek Kirgizië. Het is de opvolger van de Opperste Sovjet van de Kirgizische SSR (1938-1994), de wetgevende macht toen het land een deelrepubliek was van de Sovjet-Unie. De Opperste Raad telt 90 zetels.
In de periode 1991 tot 2007 was de Opperste Raad onderverdeeld in twee kamers, de Wetgevende Vergadering (Мыйзам Чыгаруу Жыйыны/Mıyzam Çığaruu Cıyını) en de Vergadering van Volksvertegenwoordigers (Эл Окулдор Жыйыны/El Oquldor Cıyını). De Wetgevende Vergadering fungeerde als hogerhuis en de Vergadering van Volksvertegenwoordigers als lagerhuis. Per referendum sprak de meerderheid van de kiesgerechtigden zich in 2007 uit voor de instelling van een eenkamerstructuur. Verkiezingen voor de Opperste Raad vinden in de regel om de vijf jaar plaats, hoewel de laatste twee verkiezingen, in 2020 en 2021 elkaar binnen een jaar opvolgden omdat de resultaten van de verkiezingen van 2020 ongeldig waren verklaard na dat er een volksopstand was uitgebroken.
De grootste fractie in de Opperste Raad is de Ata-Joert Kirgizstan die bij de verkiezingen van 2021 33 van de 90 zetels wist te bemachtigen.

## Lijst van voorzitters
| Afbeelding | Afbeelding | Naam                    | Begin termijn    | Einde termijn    | Partij            |
| ---------- | ---------- | ----------------------- | ---------------- | ---------------- | ----------------- |
| 1.         |            | Omoerbek Tekebajev      | 27 maart 2005    | 27 februari 2006 | Ata-Meken         |
| 2.         |            | Marat Soeltanov         | 2 maart 2006     | 22 oktober 2007  |                   |
| 3.         |            | Adahan Madumarov        | 24 december 2007 | 29 mei 2008      | Ata-Joert         |
| 4.         |            | Ajtibaj Tagajev         | 29 mei 2008      | 17 december 2009 | SDPK              |
| 5.         |            | Zajnidin Koermanov      | 24 december 2009 | 6 juni 2010      | Ak Zhol           |
| 6.         |            | Akchmatbek Keldibekov   | 17 december 2010 | 14 december 2011 | Ata-Joert         |
| 7.         |            | Asilbek Jeenbekov       | 21 december 2011 | 13 april 2016    | SDPK              |
| 8.         |            | Tsjinibaĭ Toersoenbekov | 27 april 2016    | 25 oktober 2017  | SDPK              |
| 9.         |            | Dastan Joemabekov       | 25 oktober 2017  | 6 oktober 2020   | Kirgizstan Partij |
| 10.        |            | Miktibek Abdildajev     | 6 oktober 2020   | 10 oktober 2020  | Bir Bol           |
| 11.        |            | Kanatbek Isajev         | 13 oktober 2020  | 4 november 2020  | Kirgizstan Partij |
| 12.        |            | Talant Mamitov          | 4 november 2020  | heden            | Ata-Joert         |

## Zetelverdeling
| Samenstelling Opperste Raad van Kirgizië 2021 |                                          |   |         |
| Politieke partij                              | Politieke partij                         | % | Zetels  |
|                                               | Veteranen van de Afghanistan-oorlog      |   | 1 / 90  |
|                                               | Sociaaldemocratische Partij van Kirgizië |   | 1 / 90  |
|                                               | Volksgroep                               |   | 1 / 90  |
|                                               | Alliantie                                |   | 7 / 90  |
|                                               | Partijloos                               |   | 3 / 90  |
|                                               | Isjenim                                  |   | 12 / 90 |
|                                               | Intimak                                  |   | 9 / 90  |
|                                               | Licht van het Geloof                     |   | 6 / 90  |
|                                               | Ata-Joert                                |   | 33 / 90 |
|                                               | Boetoen Kirgizstan                       |   | 5 / 90  |
| Bron: IPU                                     |                                          |   |         |